# Bactericida

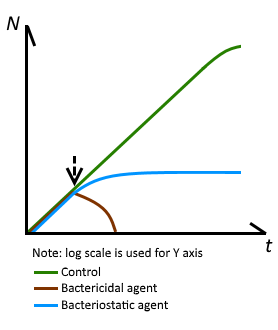
Efectos de agentes bacteriostático y bactericida

Un sustancia bactericida (o, simplemente, bactericida) es aquella que produce la muerte de una bacteria. Los organismos secretan sustancias bactericidas como medios defensivos contra las bacterias. Los antimicrobianos de efecto lísico o lítico (lisis) en las bacterias provocan una reducción en la población bacteriana en el huésped o en el uso de sensibilidad microbiana.

## Sustancias bactericidas
- Lisozima: está presente en la saliva, lágrimas y mocos y protege las mucosas relacionadas con la nasofaringe. Provoca la muerte de las bacterias cuando estas se están multiplicando, rompe los enlaces entre las moléculas de peptidoglicano que forman la pared celular de las bacterias gram-positivas. Al romper estos enlaces, se forman huecos en la pared de las bacterias haciendo que entre una gran cantidad de agua provocando la lisis osmótica de la bacteria.[1][2]
- Antibiótico: sustancia química producida por un ser vivo o derivado sintético, que mata o impide el crecimiento de ciertas clases de microorganismos sensibles (a menudo bacterias).

Existen diversas plantas cuyo efecto bactericida se ha empleado tanto en la medicina tradicional como en la actualidad. Algunos estudios han explorado la capacidad bactericida del aloe vera. Metales como la plata también tiene un efecto bactericida.